# Tabulový Vrch
Tabulový Vrch (Duits: Tafelberg) is een commissiegebied in de Tsjechische stad Olomouc. Het commisiegebied is in 2007 ingevoerd op het grondgebied van de kadastrale gemeenten Neředín en Nová Ulice. Tabulový Vrch wordt begrensd door de Okružní ulice (Rondweg) in het oosten, Hněvotínská ulice (Hněvotínstraat) in het zuiden, Foerstrova ulice (Foersterstraat) in het westen en Ulice u Kovárny (Bij de Smederij) en třída Svornosti (Laan van de Eendracht) in het noorden. Het commissiegebied wordt gedomineerd door panelákflats. Tabulový Vrch is vernoemd naar een nabij gelegen fort en heuvel.

## Aanliggende commissiegebieden
| Aanliggende commissiegebieden | Aanliggende commissiegebieden | Aanliggende commissiegebieden | Aanliggende commissiegebieden | Aanliggende commissiegebieden |
| ----------------------------- | ----------------------------- | ----------------------------- | ----------------------------- | ----------------------------- |
| Neředín                       |                               |                               |                               |                               |
|                               |                               |                               |                               |                               |
|                               | Olomouc-západ                 |                               |                               |                               |
|                               |                               |                               |                               |                               |
|                               |                               | Nová Ulice                    |                               |                               |

Bělidla ·
Černovír ·
Droždín ·
Chomoutov ·
Chválkovice ·
Hejčín ·
Hodolany ·
Holice ·
Klášterní Hradisko ·
Lazce ·
Lošov ·
Nedvězí ·
Nemilany ·
Neředín ·
Nová Ulice ·
Nové Sady ·
Nový Svět ·
Olomouc-město ·
Pavlovičky ·
Povel ·
Radíkov ·
Řepčín ·
Slavonín ·
Svatý Kopeček ·
Topolany ·
Týneček